# レアンドロ・デペトリス
レアンドロ・デペトリス（Leandro Depetris, 1988年1月24日 - ）は、アルゼンチンのサンタフェ州ラファエラ出身のサッカー選手。CAトレンボネンセ所属。ポジションはフォワード。

## 経歴
ニューウェルズ・オールドボーイズのユースでキャリアをスタートし、当時チームメイトであったリオネル・メッシと共に将来を嘱望された。イタリアのACミランに12歳にして入団した。この当時は10代の少年の移籍は多くなかったため、世界中で話題となった。その後一旦帰国し、母国のCAリーベル・プレートに入団、ユース選手としてプレーしていたが2005年に再びイタリアに渡り、セリエBのブレシア・カルチョに入団。18歳未満のユーロ域外の選手の登録を禁ずるFIFAの条約によりしばらくは出場できなかったが、デビューするとたちまち好プレーを披露した。
2008年、プリメーラ・ディビシオンのCAインデペンディエンテに移籍した。
2017年5月、CAトレボレンセに加入することが発表された。